# Орифия (трагедия)
«Орифия» (др.-греч. Ὠρείθυια) — трагедия древнегреческого драматурга Эсхила (первая половина V века до н. э.) на сюжет, взятый из аттического мифологического цикла, — о похищении афинской царевны Орифии богом северного ветра Бореем. Её текст почти полностью утрачен.

## Сюжет и судьба пьесы

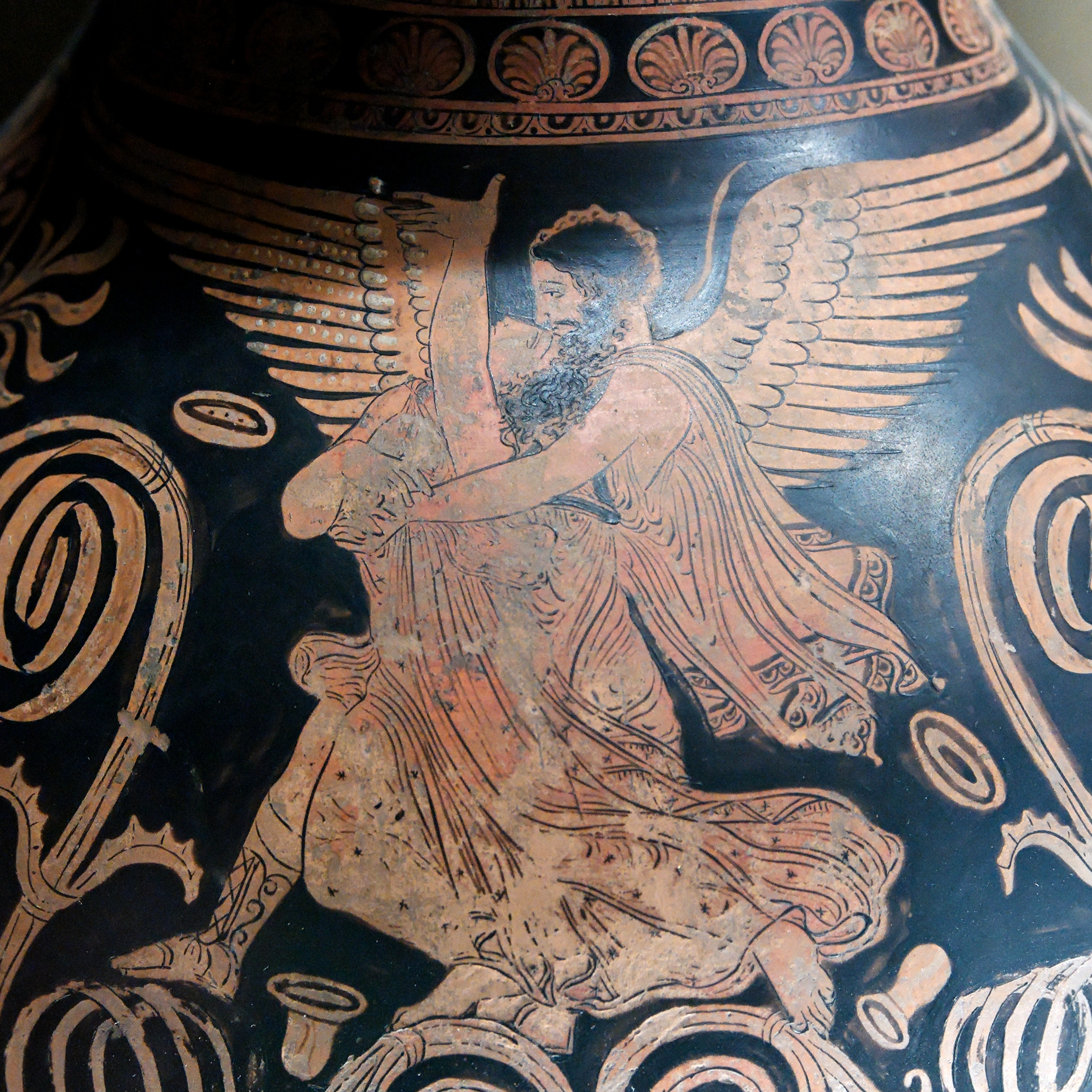
Борей и Орифия

Заглавная героиня трагедии — персонаж аттических мифов, дочь царя Афин Эрехтея и жена бога северного ветра Борея. Когда Борей посватался к царевне, Эрехтей ему отказал; тогда бог похитил Орифию, и позже она родила ему двух сыновей, Зефа и Калаида, и двух дочерей — Клеопатру и Хиону. Благодаря этому в исторические времена Борей считался родственником афинян.
В сохранившихся источниках ничего не сообщается о составе драматического цикла, в который Эсхил включил «Орифию». Исследователи относят эту трагедию к условному циклу «Драмы о старших героях» вместе с «Афамантом», «Сизифом-беглецом», «Иксионом» и другими пьесами. Текст «Орифии» почти полностью утрачен. Сохранились только два небольших фрагмента, в которых содержатся угрозы Эрехтею отвергнутого Борея. В частности, бог северного ветра говорит:

 ...И пусть в печах погасят пламя пылкое:

Не то, едва увижу приочажный дым,

Тотчас совью венец я бурноогненный,

И вспыхнет кровля, и испепелится дом, —

Еще не запевал я полным голосом!
— Эсхил. Фрагменты не сохранившихся трагедий. Орифия.
Автор трактата «О возвышенном», относящегося к эпохе поздней античности, процитировал эти слова как пример «ложнотрагического пафоса».